# Andrew Sublette
Andrew Whitley Sublette noto anche come Sublett (Somerset, 1808 – 19 dicembre 1853 o 1854) è stato un commerciante di pellicce, esploratore e uomo di frontiera statunitense che, assieme ai fratelli William, Milton, Solomon e con Pierre Louis Vasquez, creò, nel 1835, un emporio per il commercio di pellicce chiamato Fort Vasquez. Ai giorni nostri una ricostruzione del vecchio emporio è situata sull'autostrada 85, vicino a Platteville, in Colorado.
Dopo aver venduto l'attività commerciale nel 1840, lasciò le montagne e si stabilì a El Pueblo intorno al 1844 e 1845 (oggi Pueblo in Colorado), viaggiando lungo il fiume Arkansas, seguendo le mandrie di bisonti.
Fu ucciso da un orso grizzly nel sud della California il 19 dicembre 1853 o 1854. Le fonti collocano variamente il luogo della sua morte tra il Canyon di Santa Monica o il vicino Malibu Canyon.